# Tom Pevsner
Tom Pevsner (Dresden, 2 de octubre de 1926 - Fife, 18 de agosto de 2014) fue un ayudante de dirección y productor de cine británico cuya carrera abarcó más de cuatro décadas.
Fue el segundo de los tres hijos de Sir Nikolaus Pevsner, un crítico y teórico de la arquitectura de origen rusojudío. La familia emigró de Alemania en 1933 para escapar del régimen nazi.
Sirvió en el ejército británico entre 1944 y 1948 antes de estudiar idiomas modernos en la Universidad de Cambridge, donde fue miembro del St John's College Film Society. Fue editor de The Cambridge Review; después de graduarse fue a trabajar en la Film Finance Corporation.
Sus trabajos más importantes los obtuvo como asistente de director en El quinteto de la muerte (1955) El día más largo (1962) y La vida privada de Sherlock Holmes (1970) y como productor de Drácula. Trabajó como asociado, y después como productor ejecutivo en todas las películas de James Bond desde Solo para sus ojos a Goldeneye. Su contribución a la serie de Bond se reconoce en la posterior película Spectre, cuando Q afirma que se aloja en un hotel llamado Pevsner.
En 1962 dirigió su única película Mi esposa Constanza (Finden Sie, daß Constanze sich richtig verhält), basada en una novela de William Somerset Maugham.
Murió a los 87 años en 2014.